# Harmostes fraterculus
Harmostes fraterculus är en insektsart som först beskrevs av Thomas Say 1832.  Harmostes fraterculus ingår i släktet Harmostes och familjen smalkantskinnbaggar. Inga underarter finns listade i Catalogue of Life.